# Campeonato Carioca de Voleibol Feminino de 2020
O Campeonato Carioca de Voleibol Feminino de 2020 foi a 75ª edição do também chamado campeonato estadual adulto na variante feminina do Rio de Janeiro..

## Fase classificatória
- Vitória por 3 sets a 0 ou 3 a 1: 3 pontos para o vencedor;
- Vitória por 3 sets a 2: 2 pontos para o vencedor e 1 ponto para o perdedor.
- Em caso de igualdade por pontos, os seguintes critérios servem como desempate: número de vitórias, média de sets e média de pontos.

|  |                              |
|  | Equipe classificada à final. |

|     |                  |     | Jogos | Jogos | Jogos | Resultados | Resultados | Resultados | Resultados | Resultados | Resultados | Sets | Sets | Sets  | Pontos | Pontos | Pontos |
| Pos | Equipe           | Pts | T     | V     | D     | 3–0        | 3–1        | 3–2        | 2–3        | 1–3        | 0–3        | V    | P    | R     | V      | P      | R      |
| --- | ---------------- | --- | ----- | ----- | ----- | ---------- | ---------- | ---------- | ---------- | ---------- | ---------- | ---- | ---- | ----- | ------ | ------ | ------ |
| 1   | Sesc-RJ Flamengo | 6   | 2     | 2     | 0     | 2          | 0          | 0          | 0          | 0          | 0          | 6    | 0    | MAX   | 150    | 93     | 1.613  |
| 2   | Fluminense       | 3   | 2     | 1     | 1     | 1          | 0          | 0          | 0          | 0          | 1          | 3    | 3    | 1,000 | 133    | 123    | 1.081  |
| 3   | Tijuca           | 0   | 2     | 0     | 2     | 0          | 0          | 0          | 0          | 0          | 2          | 0    | 6    | 0,000 | 83     | 150    | 0.553  |

| 16 de outubro de 2020 19:30 Relatório | Sesc-RJ Flamengo | 3 – 0             | Tijuca  | Arena da Gávea, Rio de Janeiro |
| 16 de outubro de 2020 19:30 Relatório | 25               | Set 1 Set 2 Set 3 | 11 7 17 | Arena da Gávea, Rio de Janeiro |

| 17 de outubro de 2020 17:00 Relatório | Fluminense | 3 – 0             | Tijuca   | Arena da Gávea, Rio de Janeiro |
| 17 de outubro de 2020 17:00 Relatório | 25         | Set 1 Set 2 Set 3 | 14 13 21 | Arena da Gávea, Rio de Janeiro |

| 19 de outubro de 2020 21:30 Relatório | Sesc-RJ Flamengo | 3 – 0             | Fluminense | Arena da Gávea, Rio de Janeiro |
| 19 de outubro de 2020 21:30 Relatório | 25               | Set 1 Set 2 Set 3 | 17 19 22   | Arena da Gávea, Rio de Janeiro |

## Premiação
| Campeonato Carioca de Voleibol de 2020 |
| Rio de Janeiro                         |
| -------------------------------------- |
| Sesc-RJ Flamengo Campeão (16º título)  |